# Laudato TV
Laudato TV je lokalna komercijalna obiteljska televizija s kršćanskim vrijednostima iz grada Zagreba u Republici Hrvatskoj. Utemeljiteljica Laudato televizije je Ksenija Abramović.
S emitiranjem Laudato TV započinje na blagdan Božića, 25. prosinca 2015. godine u 18 sati. Sadržajem pokriva aktualnosti s naglaskom na pozitivne vijesti, kako iz života Crkve tako i svijeta, područja športa, komedije, kulinarstva, zdravstva, dječjeg i animiranog programa te književnosti, duhovne glazbe i proizvodnje vlastitih dokumentarnih filmova.
Najgledanija je lokalna televizija u Hrvatskoj.

## Pokrivenost
Osim u Hrvatskoj, program Laudato televizije je moguće pratiti i u Bosni i Hercegovini te Sjevernoj Americi, Australiji i Novom Zelandu kao i ostatku Europe.

### Hrvatska
Signalom s odašiljača Tusti vrh na Medvednici podno Sljemena, Japetić te Martinščak u Karlovcu u lokalnom multipleksu L1 (MUX L1) na 22. kanalu UHF-a, Laudato TV se može pratiti u tri objedinjene digitalne lokalne podregije koje obuhvaćaju:
- d44 - Grad Zagreb, Velika Gorica, Sveta Nedelja, Stupnik i dio općine Samobor
- d45 - Jastrebarsko, Klinča Sela, Krašić i Pisarovina
- d46 - Karlovac, Lasinja, Ozalj, Žakanje, Draganić, Netretić, Duga Resa, Generalski Stol, Barilovići, Krnjak, dio općine Vojnić i Bosiljevo

Laudato TV svoj program emitira i putem svih kabelskih i IPTV platformi što ih čini dostupnima u cijeloj Hrvatskoj:
- EVOtv - pozicija 102, Program plus
- MAXtv SAT - pozicija 503, nekodirano
- MAXtv - pozicija 503, Osnovni paket
- [neaktivna poveznica] - pozicija 67, Osnovni paket
- A1 - pozicija 353, Osnovni paket
- TotalTV - pozicija 16, Osnovni paket
- Iskon.TV - pozicija 703, Regionalni paket

### Bosna i Hercegovina
- HOME.TV, pozicija 12, HT ERONET
- Telemach, pozicija 86, D3 digitalna ponuda, Start paket

### Svijet
- satelit Eutelsat 16A
- Croatian TV America, Croatian package
- CRO MEDIA Sydney
- NetTV Plus

## Program
Laudato TV danas emitira više od 30 emisija koje su dijelom domaće, a dijelom strane proizvodnje: Božanstvena komedija, Blagoslovljen tek, Čujte i počujte, Dudo i prijatelji, Mali katekizam, Mali veliki, Minute za tebe, More milosrđa, Novo srce, Otvori spomenar, Papa s nama, Prosudbe, Prozor svetog Josipa, Razlog nade, Susret u Riječi, Svijet očima Vatikana, Svjedočanstva, Tjedni vrtuljak, Zlatni savjeti, Život i zdravlje, Angelus, Adonai, Naši stariji susjedi, Putokazi, Radosna priča, Umjetnost slavi Gospodina, Uvjereno, Hrvatsko nadzemlje, In familia Dei, Izdvojeno, Jeste li znali?, Katolički kalendar, Mali katekizam, Maminjami, Nadbiskup Fulton J. Sheen, Majka Angelica,  Moja Hrvatska, O, tempora!, Pod smokvom, Povratak kući, S Marinom Miletićem, Što nam kaže Sveto pismo, Upoznaj Bibliju, Vijesti iz Svete Zemlje, Zapali svjetlo u srcu, Život na stijeni, i ZUM – Zajedno u mladosti. Osim redovnih emisija, Laudato svakoga tjedna prenosi i Svete mise iz Hrvatske i svijeta s putovanja Pape Franje, ali i ostale sadržaje informativnog, zabavnog i glazbenog programa.

## Poslovanje
Uz centralu u Zagrebu gdje su smješteni studio i redakcija, Laudato TV 2019. g. otvara i TV centar u Splitu.[neaktivna poveznica]

## Kronologija
2011. godina
- 8. rujna započeo s radom portal laudato.hr.

2012. godina
- 15. veljače prvi posjet EWTN-u (Eternal Word Television Network), najvećoj globalnoj katoličkoj medijskoj mreži na svijetu

2013. godina
- 11. ožujka gostovanje na EWTN-u
- 27. ožujka početak suradnje s CAMECO-m (Catholic Media Council)
- listopad, pridruženo članstvo u SIGNIS-u (World Catholic Association for Communication)

2014. godina
- 14. siječnja potpisivanje ugovora s EWTN-om
- 31. siječnja ugovor s VATICAN TELEVISION CENTRE
- 26. veljače susret s papom Franjom
- 5. ožujka započelo prvo emitiranje emisije 'Papa s nama' na Laudato internetskoj televiziji
- hrvatski biskupi na svojem proljetnom zasjedanju daju potporu utemeljenju Laudato televizije
- 11. prosinca Laudato TV u osnivanju dobiva institucionalnu i materijalnu potporu Konferencije katoličkih biskupa SAD-a
- 27. studenog održan prvi koncert Progledaj srcem

2015. godina
- 10. lipnja prvo emitiranje emisije 'Papa s nama' iz studija Laudato TV-a
- 18. lipnja blagoslovljeni prostori Laudato TV-a u isto vrijeme kada je u Vatikanu upriličeno predstavljanje nove Papine enciklike 'Laudato si’
- 25. prosinca počelo emitiranje na kabelskoj platformi

2016. godina
- 21. studenog, na Svjetski dan televizije, Vijeće za elektroničke medije dodjeljuje koncesiju za emitiranje putem zemaljskog signala u digitalnoj regiji D 44-46
- 22. prosinca počelo emitiranje u spomenutoj digitalnoj regiji

2017. godina
- 1. lipnja Hrvatsko društvo katoličkih novinara dodjeljuje godišnju nagradu za projekt obiteljske televizije Laudato

2018. godina
- 11. rujna u Hrvatskoj Laudato TV domaćin i organizator Međunarodne konferencija katoličkih televizija iz obitelji EWTN-a

2019. godina
- 11. svibnja u zagrebačkoj Areni organiziran jubilarni peti koncert 'Progledaj srcem' uz 18 tisuća posjetitelja
- 29. svibnja otvoren splitski TV centar
- 13. rujna početak emitiranja putem satelita Eutelsat 16a

2020. godina
- 7. studenoga otvoren je Laudato TV centar Zadar[7]

2021. godina
- 20. siječnja započeo je s radom centar Laudato televizije u Bosni i Hercegovini – Laudato TV centar Međugorje[8]

2022. godina
- Dana 4. lipnja na Stadionu Maksimir je pred 50.000 ljudi održan šesti koncert „Progledaj srcem”.[9]

## Vanjske poveznice
Mrežna mjesta
- Službene stranice Laudato TV-a
- Videoarhiva sadržaja Laudato TV-a  Arhivirana inačica izvorne stranice od 28. studenoga 2018. (Wayback Machine)
- Informativni portal Laudato.hr